# 剑桥郡警察局
剑桥郡警察局（Cambridgeshire Constabulary）是英格兰劍橋郡和彼得伯勒市的一支警察部队，辖区面积1,311平方英里（3,400平方）、人口856,000。

## 历史
剑桥郡警察局的起源可以追溯到1836年建立的剑桥自治市警察局（Cambridge Borough Police），1951年更名为剑桥市警察局（Cambridge City Police）。
1965年，剑桥郡的五支部队（剑桥市警察局、剑桥郡警察局、伊利岛警察局、亨廷顿郡警察局和彼得伯勒联合警察局）合并成立了中安格利亚警察局（Mid-Anglia Constabulary），1974年更名为剑桥郡警察局。